# Bisdom Sanggau
Het bisdom Sanggau (Latijn: Dioecesis Sanggauensis) is een rooms-katholiek bisdom met als zetel Sanggau, hoofdstad van het regentschap Sanggau, in Indonesië. Het bisdom is suffragaan aan het aartsbisdom Pontianak. 

## Geschiedenis
Het bisdom werd opgericht op 9 april 1968, als de apostolische prefectuur Sekadau, uit delen van het bisdom Ketapang en het aartsbisdom Pontianak. Op 8 juni 1982 werd het verheven tot bisdom met de naam bisdom Sanggau. Alle prelaten en bisschoppen tot heden (2024) waren lid van de Passionisten. 

## Parochies
Het bisdom had in 2022 een oppervlakte van 18.392 km2 en telde 707.493 inwoners waarvan 48,1% rooms-katholiek was.

## Ordinarii

### Prefecten
- Michele Di Simone (31 juli 1968 - 1972)
- Domenico Luca Spinosi (1 september 1972 - 8 juni 1982)
  - Hieronymus Herculanus Bumbun (apostolisch administrator: 1982 - 1990)

### Bisschoppen
- Giulio Mencuccini (22 januari 1990 - 18 juni 2022)
- Valentinus Saeng (18 juni 2022 - heden)

## Galerij van afbeeldingen

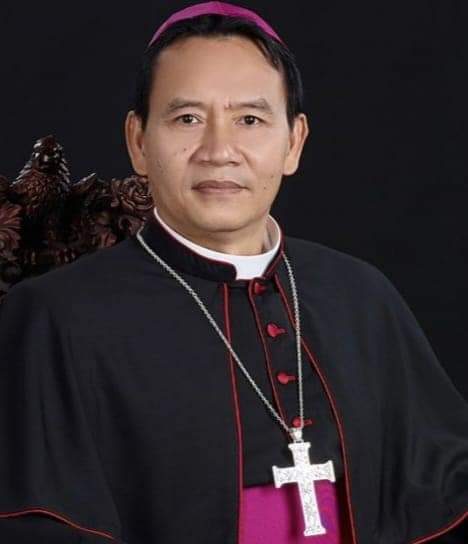
Bisschop Valentinus Saeng (2022-heden)
Kerkprovincie met aartsbisdom en suffragane bisdommen

Pontianak (aartsbisdom) · Ketapang · Sanggau · Sintang